# František Ignác Tůma

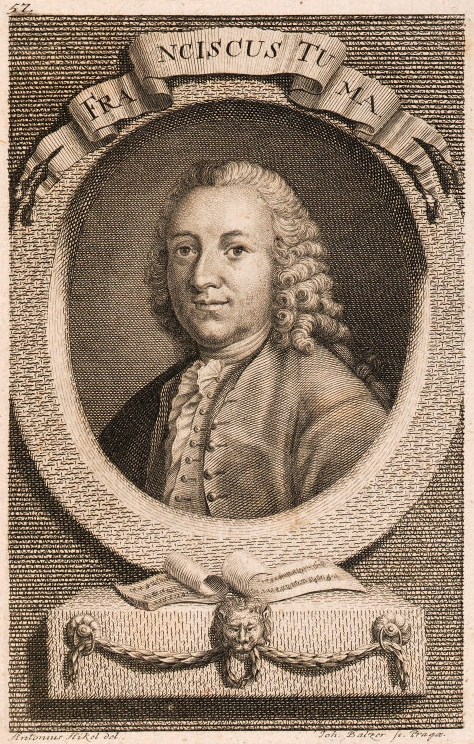
František Ignác Tůma. (Balzer nach Anton Hickel).

František Ignác Tůma (Franz Ignaz Anton Tuma, * 2. Oktober 1704 in Kostelec nad Orlicí; † 3. Februar 1774 in Wien) war ein böhmischer Komponist des späten Barock. Die meiste Zeit seines Lebens verbrachte er in Wien.

## Leben und Wirken
František Ignác Tůma wurde als Sohn des Organisten Václav Ignác Tůma geboren. Er besuchte das Jesuitenseminar in Prag. Da er schon als Kind eine sehr gute Stimme hatte, sang er unter der Leitung von Bohuslav Matěj Černohorský neben dem Studium als Tenorist an der Basilika St. Jakob in der Prager Altstadt. Bei Černohorský, einem hervorragenden Musiker der Minoriten, bekam er eine gute musikalische Ausbildung. Seine Mitschüler in St. Jakob waren Jan Zach und Josef Seger. Nach dem Abschluss seiner Ausbildung ging er nach Wien. Sein Aufenthalt dort ist ab dem Jahr 1727 belegt, als er im Stephansdom die aus Poysdorf stammende Maria Elisabeth Hauser heiratete. 1729 wurde Tumas sein erster Sohn Franz Amadeus geboren. In Wiener Taufmatriken sind fünfzehn Kinder dieser Ehe eingetragen, nur neun von ihnen überlebten.
Tůma fand in Wien einen einflussreichen Gönner, Franz Ferdinand Graf Kinsky, den Kaiser Karl VI. im Jahr 1723 zum Kanzler für das Königreich Böhmen ernannte. Tůma wirkte in den Jahren 1731 bis 1741 als Kapellmeister und Komponist in der Hofkapelle des Grafen. Tůma war nicht nur ein sehr guter Sänger, er spielte auch hervorragend Viola da Gamba, Theorbe und Orgel. Wahrscheinlich hatte er schon vor 1731 bei Graf Kinsky als Instrumentalist und Sänger mitgewirkt, möglicherweise war er davor auch in verschiedenen Wiener Kirchen als Musiker tätig. Der prestigeträchtige Dienst in der gräflichen Hofkapelle ermöglichte Tůma den Kontakt zum kaiserlichen Hof und ein weiteres Studium. Graf Kinsky sorgte dafür, das Tůma Italienisch und Französisch lernte und ermöglichte ihm ein Studium bei Johann Joseph Fux, dem Meister des Kontrapunktes und angesehenen Komponisten und Hofkapellmeister des Kaisers.
Nach dem Tod des Grafen Kinsky im Jahr 1741 trat Tůma in den Dienst als Hofkapellmeister bei Elisabeth Christine von Braunschweig-Wolfenbüttel, Witwe des ein Jahr zuvor verstorbenen Kaisers Karl VI. Die Kaiserin-Witwe und Königin von Böhmen behielt nach dem Tod ihres Mannes ihren Hofstaat und eine kleine private Kapelle mit 5 Sängern und 12 Instrumentalisten. Unter der Leitung Tůmas versammelte die Kapelle hervorragende Musiker aus dem damaligen Wien, z. B. den Organisten Georg Christoph Wagenseil, den italienischen Geiger Giuseppe Trani und den Geiger Georg Ignaz Keller. Tůma bekam so Gelegenheit, eine Kapelle mit hohem künstlerischen Niveau zu führen, was sich in seinen Kompositionen aus dieser Zeit widerspiegelt. Für seinen Dienst bekam er einen jährlichen Gehalt von 800 Gulden, für die damalige Zeit eine hohe Summe. Nach dem Tod der Kaiserin-Witwe im Jahr 1750 wurde die Kapelle aufgelöst.

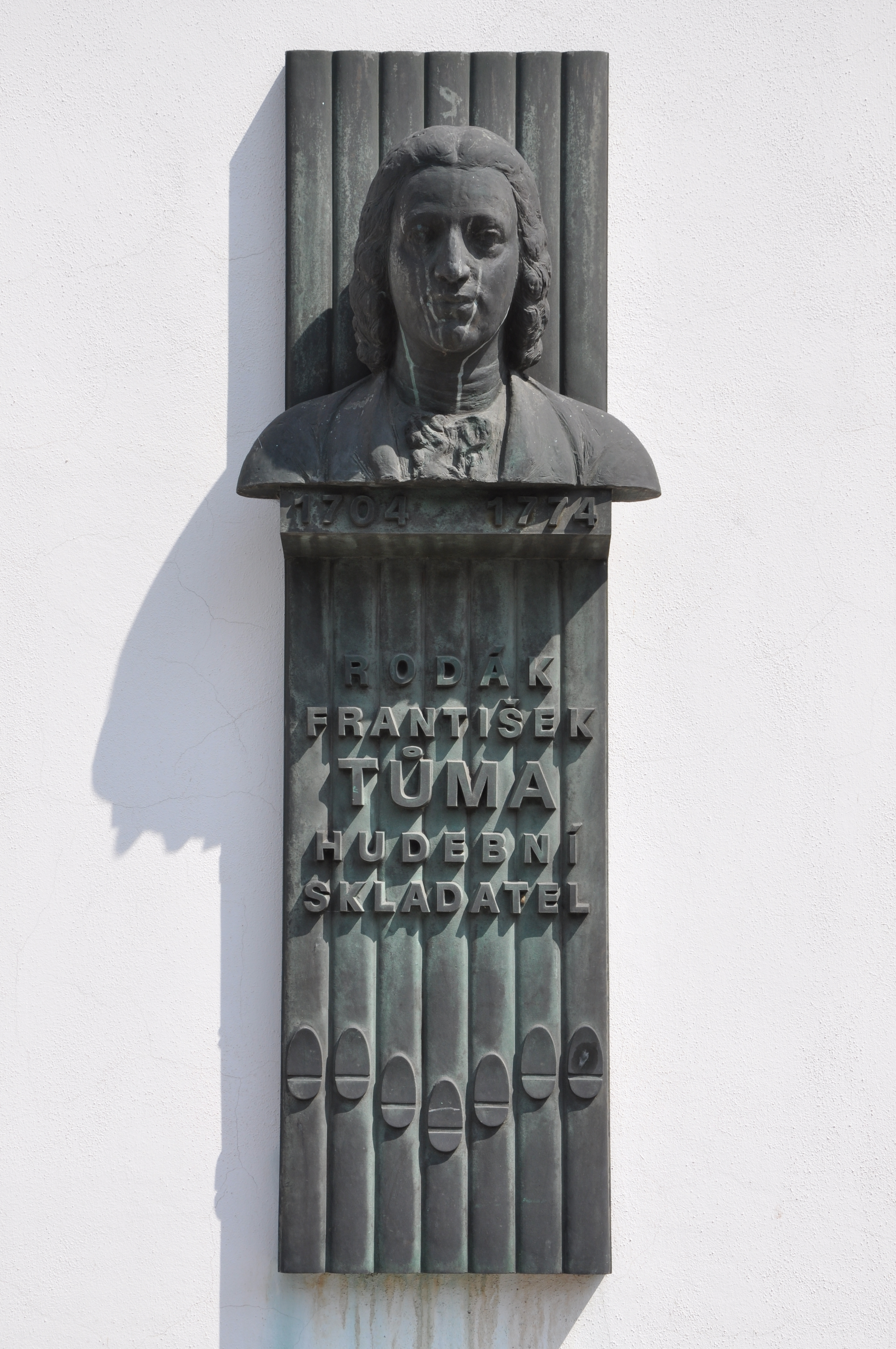
Büste am Alten Rathaus in Kostelec nad Orlicí.

Die folgenden 18 Jahre verbrachte František Ignác Tůma in Wien. Für seine Verdienste erhielt er eine großzügige Rente von 400 Gulden jährlich. Kaiserin Maria Theresia erhöhte im Jahr 1765 diese Rente auf 600 Gulden. Tůma wurde dadurch zu einem der ersten „freien Künstler“ überhaupt, unabhängig von der Gunst reicher Mäzenen. Bei Hof und beim Wiener Adel wurde er zu einem angesehenen und beliebten Komponisten, Interpreten und Lehrer für Viola da Gamba und Theorbe. In dieser Zeit schrieb er viele seiner größten Werke.
Im Jahr 1756 bestellte Maria Theresia bei Tůma eine Vertonung des Bußpsalms Miserere mei Deus. Die Kaiserin sandte ihm ihr persönliches Gebetbuch und markierte darin eigenhändig die Stellen, die musikalisch besonders hervorgehoben werden sollten. Für seine Komposition bekam Tůma reichen Lohn, einen goldbestickten Beutel mit 100 Dukaten.
Im Jahr 1768 ließ sich der 62-jährige von seiner Frau verabschieden (nicht scheiden!), ein zu damaliger Zeit nicht so außergewöhnlicher Vorgang, legte ein Ordensgelübde ab und trat in das Kloster der Prämonstratenser im niederösterreichischen Geras ein. Die Prämonstratenser legten großen Wert auf eine würdige Feier der Liturgie. Hier, im täglichen Kontakt mit dem liturgischen Gesang und den biblischen Texten, reiften seine Spätwerke, in denen sich eine außergewöhnliche Sensibilität für das gesungene Wort zeigt.
Nach Wien kehrte Tůma erst zurück, als er an einer damals unheilbaren Lungenentzündung erkrankte. Hier starb er im Alter von 70 Jahren im Hospital der Barmherzigen Brüder.
Anlässlich Tůmas zweihundertsten Geburtstags wurde im Jahr 1974 am Rathaus seiner Geburtsstadt Kostelec nad Orlicí eine Büste enthüllt.

## Werke
František Ignác Tůma erlangte Berühmtheit vor allem als Komponist geistlicher Musik. Seine Kompositionen sind größtenteils meditativer Natur. Er hielt sich an die strengen Regeln der barocken Komposition und des Kontrapunktes, die er bei seinem Lehrer Johann Joseph Fux lernte und die er meisterhaft anwendete. In seinen zahlreichen Suiten, Sonaten und Sinfonien zeigte er sich aber auch offen für den aufkommenden klassischen Stil. Viele seiner Werke blieben bis heute unveröffentlicht.
František Ignác Tůma schrieb über 60 Messen, 29 Vespern und Psalmen, 28 Motetten und Hymnen, 20 Litaneien, 5 Stabat mater, 3 Magnificat, 13 Marianische Antiphonen, kleinere Kirchenmusik; Sonaten, Partiten und Sinfonien zu drei bis vier Stimmen.